# Interlands Macedonisch voetbalelftal 1993-1999
Deze pagina toont een chronologisch en gedetailleerd overzicht van de interlands die het Macedonisch voetbalelftal heeft gespeeld in de periode 1993 – 1999 vlak nadat de voormalige Joegoslavische deelrepubliek onafhankelijk was geworden.

## Interlands

### 1993
|                                                                       |                |       |                                                                                                 |                                                                                               |
| 13 oktober Vriendschappelijk № 1 «onderlinge duels» 15:00 uur (UTC+1) | Slovenië       | 1 – 4 | Macedonië                                                                                       | Športni Center Stanko Mlakar, Kranj Toeschouwers: 3.000 Scheidsrechter: Dragutin Poljak (CRO) |
| 13 oktober Vriendschappelijk № 1 «onderlinge duels» 15:00 uur (UTC+1) | Janez Pate 40' |       | 3' Zoran Boškovski 37' (pen.) Darko Pančev 48' (pen.) Čedomir Janevski 51' Dragan Kanatlarovski | Športni Center Stanko Mlakar, Kranj Toeschouwers: 3.000 Scheidsrechter: Dragutin Poljak (CRO) |

### 1994
|                                                                     |                                           |       |          |                                                                                      |
| 23 maart Vriendschappelijk № 2 «onderlinge duels» 17:00 uur (UTC+1) | Macedonië                                 | 2 – 0 | Slovenië | Gradskistadion, Skopje Toeschouwers: 20.000 Scheidsrechter: Stefan Ormandzhiev (BUL) |
| 23 maart Vriendschappelijk № 2 «onderlinge duels» 17:00 uur (UTC+1) | Žarko Serafimovski 2' Zoran Boškovski 20' |       |          | Gradskistadion, Skopje Toeschouwers: 20.000 Scheidsrechter: Stefan Ormandzhiev (BUL) |

|                                                                   | |       |                   |                                                                               |
| 14 mei Vriendschappelijk № 3 «onderlinge duels» 16:30 uur (UTC+2) | Macedonië                                                                                            | 5 – 1 | Albanië           | Gradskistadion, Tetovo Toeschouwers: 5.000 Scheidsrechter: Mitko Mitrev (BUL) |
| 14 mei Vriendschappelijk № 3 «onderlinge duels» 16:30 uur (UTC+2) | Nedžmedin Memedi 20' Vančo Micevski 34' Vančo Micevski 49' Zoran Boškovski 68' Marjan Stojkovski 72' |       | 49' Altin Rraklli | Gradskistadion, Tetovo Toeschouwers: 5.000 Scheidsrechter: Mitko Mitrev (BUL) |

|                                                                   |                                              |       |         |                                                                                   |
| 1 juni Vriendschappelijk № 4 «onderlinge duels» 18:00 uur (UTC+2) | Macedonië                                    | 2 – 0 | Estland | Gradskistadion, Skopje Toeschouwers: 10.000 Scheidsrechter: Dimitar Momirov (BUL) |
| 1 juni Vriendschappelijk № 4 «onderlinge duels» 18:00 uur (UTC+2) | Zoran Boškovski 12' Dragan Kanatlarovski 36' |       |         | Gradskistadion, Skopje Toeschouwers: 10.000 Scheidsrechter: Dimitar Momirov (BUL) |

|                                                                        |           |                                            |         |                                                                              |
| 31 augustus Vriendschappelijk № 5 «onderlinge duels» 18:00 uur (UTC+2) | Macedonië | 0 – 2                                      | Turkije | Gradskistadion, Skopje Toeschouwers: 7.500 Scheidsrechter: Dušan Colić (YUG) |
| 31 augustus Vriendschappelijk № 5 «onderlinge duels» 18:00 uur (UTC+2) |           | 44' (e.d.) Ljupčo Markovski 87' Arif Erdem |         | Gradskistadion, Skopje Toeschouwers: 7.500 Scheidsrechter: Dušan Colić (YUG) |

|                                                                           |                     |       |                      |                                                                                      |
| 7 september EK 1996 kwalificatie № 6 «onderlinge duels» 18:00 uur (UTC+2) | Macedonië           | 1 – 1 | Denemarken           | Gradskistadion, Skopje Toeschouwers: 22.000 Scheidsrechter: Mario van der Ende (NED) |
| 7 september EK 1996 kwalificatie № 6 «onderlinge duels» 18:00 uur (UTC+2) | Mitko Stojkovski 4' |       | 86' Flemming Povlsen | Gradskistadion, Skopje Toeschouwers: 22.000 Scheidsrechter: Mario van der Ende (NED) |

|                                                                          |           |                                     |        |                                                                                |
| 12 oktober EK 1996 kwalificatie № 7 «onderlinge duels» 19:00 uur (UTC+1) | Macedonië | 0 – 2                               | Spanje | Gradskistadion, Skopje Toeschouwers: 30.000 Scheidsrechter: Gerd Grabher (AUT) |
| 12 oktober EK 1996 kwalificatie № 7 «onderlinge duels» 19:00 uur (UTC+1) |           | 15' Julio Salinas 23' Julio Salinas |        | Gradskistadion, Skopje Toeschouwers: 30.000 Scheidsrechter: Gerd Grabher (AUT) |

|                                                                           |                   |       |                     |                                                                                                  |
| 16 november EK 1996 kwalificatie № 8 «onderlinge duels» 20:15 uur (UTC+1) | België            | 1 – 1 | Macedonië           | Constant Vanden Stock Stadion, Brussel Toeschouwers: 5.839 Scheidsrechter: Sergey Husainov (RUS) |
| 16 november EK 1996 kwalificatie № 8 «onderlinge duels» 20:15 uur (UTC+1) | Gert Verheyen 31' |       | 51' Zoran Boškovski | Constant Vanden Stock Stadion, Brussel Toeschouwers: 5.839 Scheidsrechter: Sergey Husainov (RUS) |

|                                                                           |                                                          |       |        |                                                                                   |
| 17 december EK 1996 kwalificatie № 9 «onderlinge duels» 17:30 uur (UTC+1) | Macedonië                                                | 3 – 0 | Cyprus | Gradskistadion, Skopje Toeschouwers: 16.000 Scheidsrechter: Hartmut Strampe (GER) |
| 17 december EK 1996 kwalificatie № 9 «onderlinge duels» 17:30 uur (UTC+1) | Boško Đurovski 14' Boško Đurovski 25' Boško Đurovski 90' |       |        | Gradskistadion, Skopje Toeschouwers: 16.000 Scheidsrechter: Hartmut Strampe (GER) |

### 1995
|                                                                      |           |       |           |                                                                                         |
| 12 april Vriendschappelijk № 10 «onderlinge duels» 16:15 uur (UTC+2) | Macedonië | 0 – 0 | Bulgarije | Nikola Mantovstadion, Kočani Toeschouwers: 7.000 Scheidsrechter: Krste Danilovski (MKD) |
| 12 april Vriendschappelijk № 10 «onderlinge duels» 16:15 uur (UTC+2) |           |       |           | Nikola Mantovstadion, Kočani Toeschouwers: 7.000 Scheidsrechter: Krste Danilovski (MKD) |

|                                                                         |                   |       |           |                                                                            |
| 26 april EK 1996 kwalificatie № 11 «onderlinge duels» 19:15 uur (UTC+2) | Denemarken        | 1 – 0 | Macedonië | Parken, Kopenhagen Toeschouwers: 38.888 Scheidsrechter: Karol Ihring (SVK) |
| 26 april EK 1996 kwalificatie № 11 «onderlinge duels» 19:15 uur (UTC+2) | Peter Nielsen 70' |       |           | Parken, Kopenhagen Toeschouwers: 38.888 Scheidsrechter: Karol Ihring (SVK) |

|                                                                       |                                            |       |                                        |                                                                                       |
| 10 mei EK 1996 kwalificatie № 12 «onderlinge duels» 19:00 uur (UTC+4) | Armenië                                    | 2 – 2 | Macedonië                              | Hrazdan Stadion, Jerevan Toeschouwers: 5.000 Scheidsrechter: Christer Fällström (SWE) |
| 10 mei EK 1996 kwalificatie № 12 «onderlinge duels» 19:00 uur (UTC+4) | Razmik Grigoryan 23' Armen Shahgeldyan 50' |       | 59' Ǵorǵi Hristov 70' Ljupčo Markovski | Hrazdan Stadion, Jerevan Toeschouwers: 5.000 Scheidsrechter: Christer Fällström (SWE) |

|                                                                       |           |                                                                                        |        |                                                                               |
| 7 juni EK 1996 kwalificatie № 13 «onderlinge duels» 20:00 uur (UTC+2) | Macedonië | 0 – 5                                                                                  | België | Gradskistadion, Skopje Toeschouwers: 532 Scheidsrechter: Ryszard Wójcik (POL) |
| 7 juni EK 1996 kwalificatie № 13 «onderlinge duels» 20:00 uur (UTC+2) |           | 15' Georges Grün 18' Enzo Scifo 28' Gunther Schepens 43' Bruno Versavel 59' Enzo Scifo |        | Gradskistadion, Skopje Toeschouwers: 532 Scheidsrechter: Ryszard Wójcik (POL) |

|                                                                         |                                         |       |                   |                                                                                   |
| 30 augustus Vriendschappelijk № 14 «onderlinge duels» 20:00 uur (UTC+3) | Turkije                                 | 2 – 1 | Macedonië         | BJK Inönüstadion, Istanbul Toeschouwers: 7.381 Scheidsrechter: Asim Khudiev (AZE) |
| 30 augustus Vriendschappelijk № 14 «onderlinge duels» 20:00 uur (UTC+3) | Ogün Temizkanoğlu 6' Hami Mandıralı 53' |       | 52' Sašo Karadžov | BJK Inönüstadion, Istanbul Toeschouwers: 7.381 Scheidsrechter: Asim Khudiev (AZE) |

|                                                                            |                   |       |                                            |                                                                            |
| 6 september EK 1996 kwalificatie № 15 «onderlinge duels» 20:00 uur (UTC+2) | Macedonië         | 1 – 2 | Armenië                                    | Gradskistadion, Skopje Toeschouwers: 0 Scheidsrechter: Vítor Pereira (POR) |
| 6 september EK 1996 kwalificatie № 15 «onderlinge duels» 20:00 uur (UTC+2) | Toni Mičevski 12' |       | 61' Razmik Grigoryan 78' Armen Shahgeldyan | Gradskistadion, Skopje Toeschouwers: 0 Scheidsrechter: Vítor Pereira (POR) |

|                                                                           |                         |       |                      |                                                                                 |
| 11 oktober EK 1996 kwalificatie № 16 «onderlinge duels» 19:00 uur (UTC+2) | Cyprus                  | 1 – 1 | Macedonië            | Tsirionstadion, Limasol Toeschouwers: 4.513 Scheidsrechter: Leslie Irvine (NIR) |
| 11 oktober EK 1996 kwalificatie № 16 «onderlinge duels» 19:00 uur (UTC+2) | Marios Agathokleous 90' |       | 35' Borče Jovanovski | Tsirionstadion, Limasol Toeschouwers: 4.513 Scheidsrechter: Leslie Irvine (NIR) |

|                                                                            |                                                    |       |           |                                                                                                  |
| 15 november EK 1996 kwalificatie № 17 «onderlinge duels» 21:30 uur (UTC+1) | Spanje                                             | 3 – 0 | Macedonië | Estadio Manuel Martínez Valero, Elche Toeschouwers: 21.350 Scheidsrechter: Edgar Steinborn (GER) |
| 15 november EK 1996 kwalificatie № 17 «onderlinge duels» 21:30 uur (UTC+1) | Kiko 8' Javier Manjarín 72' José Luís Caminero 79' |       |           | Estadio Manuel Martínez Valero, Elche Toeschouwers: 21.350 Scheidsrechter: Edgar Steinborn (GER) |

### 1996
|                                                                      |                |       |       |                                                                                |
| 27 maart Vriendschappelijk № 18 «onderlinge duels» 15:30 uur (UTC+1) | Macedonië      | 1 – 0 | Malta | Gradskistadion, Prilep Toeschouwers: 3.000 Scheidsrechter: İbrahim Aksoy (TUR) |
| 27 maart Vriendschappelijk № 18 «onderlinge duels» 15:30 uur (UTC+1) | Saša Ćirić 73' |       |       | Gradskistadion, Prilep Toeschouwers: 3.000 Scheidsrechter: İbrahim Aksoy (TUR) |

|                                                                         |                                                              |       |               |                                                                                 |
| 24 april WK 1998 kwalificatie № 19 «onderlinge duels» 19:00 uur (UTC+2) | Macedonië                                                    | 3 – 0 | Liechtenstein | Gradskistadion, Skopje Toeschouwers: 11.500 Scheidsrechter: Loizos Loizou (CYP) |
| 24 april WK 1998 kwalificatie № 19 «onderlinge duels» 19:00 uur (UTC+2) | Sašo Miloševski 6' Boban Babunski 49' Srgjan Zaharievski 78' |       |               | Gradskistadion, Skopje Toeschouwers: 11.500 Scheidsrechter: Loizos Loizou (CYP) |

|                                                                    |                                                             |       |           |                                                                                       |
| 28 mei Vriendschappelijk № 20 «onderlinge duels» 16:30 uur (UTC+3) | Bulgarije                                                   | 3 – 0 | Macedonië | Vasil Levskistadion, Sofia Toeschouwers: 980 Scheidsrechter: Branimir Babarogić (YUG) |
| 28 mei Vriendschappelijk № 20 «onderlinge duels» 16:30 uur (UTC+3) | Emil Kostadinov 15' Christo Stoitsjkov 67' Ivo Georgiev 77' |       |           | Vasil Levskistadion, Sofia Toeschouwers: 980 Scheidsrechter: Branimir Babarogić (YUG) |

|                                                                     |                      |       |                      |                                                                                     |
| 1 juni WK 1998 kwalificatie № 21 «onderlinge duels» 19:00 uur (UTC) | IJsland              | 1 – 1 | Macedonië            | Laugardalsvöllur, Reykjavik Toeschouwers: 3.649 Scheidsrechter: Roelof Luinge (NED) |
| 1 juni WK 1998 kwalificatie № 21 «onderlinge duels» 19:00 uur (UTC) | Arnór Guðjohnsen 65' |       | 62' Nedžmedin Memedi | Laugardalsvöllur, Reykjavik Toeschouwers: 3.649 Scheidsrechter: Roelof Luinge (NED) |

|                                                                          |                                                        |       |           |                                                                                   |
| 9 oktober WK 1998 kwalificatie № 22 «onderlinge duels» 19:30 uur (UTC+1) | Ierland                                                | 3 – 0 | Macedonië | Lansdowne Road, Dublin Toeschouwers: 31.671 Scheidsrechter: Tomasz Mikulski (POL) |
| 9 oktober WK 1998 kwalificatie № 22 «onderlinge duels» 19:30 uur (UTC+1) | Jason McAteer 8' Tony Cascarino 46' Tony Cascarino 70' |       |           | Lansdowne Road, Dublin Toeschouwers: 31.671 Scheidsrechter: Tomasz Mikulski (POL) |

|                                                                           |                    |        | |                                                                                          |
| 9 november WK 1998 kwalificatie № 23 «onderlinge duels» 13:30 uur (UTC+1) | Liechtenstein      | 1 – 11 | Macedonië | Sportpark Eschen/Mauren, Eschen Toeschouwers: 2.600 Scheidsrechter: Haim Lipkovich (ISR) |
| 9 november WK 1998 kwalificatie № 23 «onderlinge duels» 13:30 uur (UTC+1) | Franz Schädler 79' |        | 8' Dejvi Glavevski 13' Dejvi Glavevski 23' Ǵorǵi Hristov 38' Mitko Stojkovski 44' Mitko Stojkovski 45' Toni Mičevski 49' Toni Mičevski 54' Saša Ćirić 60' Dejvi Glavevski 88' Saša Ćirić 90' Vančo Micevski | Sportpark Eschen/Mauren, Eschen Toeschouwers: 2.600 Scheidsrechter: Haim Lipkovich (ISR) |

|                                                                         |       |                                          |           |                                                                                 |
| 27 november Vriendschappelijk № 24 «onderlinge duels» 19:15 uur (UTC+1) | Malta | 0 – 2                                    | Macedonië | Ta' Qalistadion, Ta' Qali Toeschouwers: 450 Scheidsrechter: Charles Agius (MLT) |
| 27 november Vriendschappelijk № 24 «onderlinge duels» 19:15 uur (UTC+1) |       | 37' Vančo Micevski 88' (pen.) Saša Ćirić |           | Ta' Qalistadion, Ta' Qali Toeschouwers: 450 Scheidsrechter: Charles Agius (MLT) |

|                                                                            |           |                                                                       |          |                                                                                   |
| 14 december WK 1998 kwalificatie № 25 «onderlinge duels» 13:00 uur (UTC+1) | Macedonië | 0 – 3                                                                 | Roemenië | Gradskistadion, Skopje Toeschouwers: 12.000 Scheidsrechter: Claude Détruche (SUI) |
| 14 december WK 1998 kwalificatie № 25 «onderlinge duels» 13:00 uur (UTC+1) |           | 36' Gheorghe Popescu 45' Gheorghe Popescu 90' (pen.) Gheorghe Popescu |          | Gradskistadion, Skopje Toeschouwers: 12.000 Scheidsrechter: Claude Détruche (SUI) |

### 1997
|                                                                      |           |                    |           |                                                                                   |
| 12 maart Vriendschappelijk № 26 «onderlinge duels» 13:00 uur (UTC+1) | Macedonië | 0 – 1              | Australië | Gradskistadion, Skopje Toeschouwers: 4.000 Scheidsrechter: Slavko Radulović (YUG) |
| 12 maart Vriendschappelijk № 26 «onderlinge duels» 13:00 uur (UTC+1) |           | 89' Aurelio Vidmar |           | Gradskistadion, Skopje Toeschouwers: 4.000 Scheidsrechter: Slavko Radulović (YUG) |

|                                                                        |                                                                    |       |                                    |                                                                                      |
| 2 april WK 1998 kwalificatie № 27 «onderlinge duels» 17:00 uur (UTC+2) | Macedonië                                                          | 3 – 2 | Ierland                            | Gradskistadion, Skopje Toeschouwers: 8.000 Scheidsrechter: Alfredo Trentalange (ITA) |
| 2 april WK 1998 kwalificatie № 27 «onderlinge duels» 17:00 uur (UTC+2) | Mitko Stojkovski 28' (pen.) Mitko Stojkovski 44' Ǵorǵi Hristov 59' |       | 8' Alan McLoughlin 79' David Kelly | Gradskistadion, Skopje Toeschouwers: 8.000 Scheidsrechter: Alfredo Trentalange (ITA) |

|                                                                       |                   |       |         |                                                                                |
| 7 juni WK 1998 kwalificatie № 28 «onderlinge duels» 20:00 uur (UTC+2) | Macedonië         | 1 – 0 | IJsland | Gradskistadion, Skopje Toeschouwers: 10.000 Scheidsrechter: Vadzim Zjoek (BLR) |
| 7 juni WK 1998 kwalificatie № 28 «onderlinge duels» 20:00 uur (UTC+2) | Ǵorǵi Hristov 53' |       |         | Gradskistadion, Skopje Toeschouwers: 10.000 Scheidsrechter: Vadzim Zjoek (BLR) |

|                                                                            |                                                                                         |       |                                       |                                                                                    |
| 20 augustus WK 1998 kwalificatie № 29 «onderlinge duels» 20:45 uur (UTC+3) | Roemenië                                                                                | 4 – 2 | Macedonië                             | Stadionul Steaua, Boekarest Toeschouwers: 12.000 Scheidsrechter: Metin Tokat (TUR) |
| 20 augustus WK 1998 kwalificatie № 29 «onderlinge duels» 20:45 uur (UTC+3) | Viorel Moldovan 36' (pen.) Constantin Gâlcă 40' Viorel Moldovan 62' Ilie Dumitrescu 66' |       | 52' Miroslav Ǵokić 90' Miroslav Ǵokić | Stadionul Steaua, Boekarest Toeschouwers: 12.000 Scheidsrechter: Metin Tokat (TUR) |

|                                                                            |                                             |       |           |                                                                                    |
| 6 september WK 1998 kwalificatie № 30 «onderlinge duels» 18:30 uur (UTC+3) | Litouwen                                    | 2 – 0 | Macedonië | Žalgirisstadion, Vilnius Toeschouwers: 6.000 Scheidsrechter: Lucílio Batista (POR) |
| 6 september WK 1998 kwalificatie № 30 «onderlinge duels» 18:30 uur (UTC+3) | Valdas Ivanauskas 27' Aidas Preikšaitis 88' |       |           | Žalgirisstadion, Vilnius Toeschouwers: 6.000 Scheidsrechter: Lucílio Batista (POR) |

|                                                                           |                  |       |                                         |                                                                                |
| 11 oktober WK 1998 kwalificatie № 31 «onderlinge duels» 16:00 uur (UTC+2) | Macedonië        | 1 – 2 | Litouwen                                | Gradskistadion, Skopje Toeschouwers: 4.000 Scheidsrechter: Miroslav Liba (CZE) |
| 11 oktober WK 1998 kwalificatie № 31 «onderlinge duels» 16:00 uur (UTC+2) | Artim Šakiri 45' |       | 69' Orestas Buitkus 83' Orestas Buitkus | Gradskistadion, Skopje Toeschouwers: 4.000 Scheidsrechter: Miroslav Liba (CZE) |

### 1998
|                                                                      |                   |       |           |                                                                                |
| 25 maart Vriendschappelijk № 32 «onderlinge duels» 18:00 uur (UTC+1) | Macedonië         | 1 – 0 | Bulgarije | Gradskistadion, Skopje Toeschouwers: 8.000 Scheidsrechter: Zdravko Savić (YUG) |
| 25 maart Vriendschappelijk № 32 «onderlinge duels» 18:00 uur (UTC+1) | Ǵorǵi Hristov 40' |       |           | Gradskistadion, Skopje Toeschouwers: 8.000 Scheidsrechter: Zdravko Savić (YUG) |

|                                                                      |                                    |       |                                        |                                                                                     |
| 18 april Vriendschappelijk № 33 «onderlinge duels» 18:00 uur (UTC+2) | Macedonië                          | 2 – 2 | Zuid-Korea                             | Gradskistadion, Skopje Toeschouwers: 5.000 Scheidsrechter: Stefan Ormandzhiev (BUL) |
| 18 april Vriendschappelijk № 33 «onderlinge duels» 18:00 uur (UTC+2) | Ǵorǵi Hristov 56' Igor Ǵuzelov 88' |       | 24' Chang Hyung-Seok 85' Choi Yong-soo | Gradskistadion, Skopje Toeschouwers: 5.000 Scheidsrechter: Stefan Ormandzhiev (BUL) |

|                                                    |                      |       |                                     |                                                                                     |
| 20 april Vriendschappelijk № 34 «onderlinge duels» | Jamaica              | 1 – 2 | Macedonië                           | Azadistadion, Teheran Toeschouwers: 60.000 Scheidsrechter: Gholam Ali Hamirad (IRN) |
| 20 april Vriendschappelijk № 34 «onderlinge duels» | Paul Hall 69' (pen.) |       | 17' Ǵorǵi Hristov 45' Ǵorǵi Hristov | Azadistadion, Teheran Toeschouwers: 60.000 Scheidsrechter: Gholam Ali Hamirad (IRN) |

|                                                                      |           |       |           |                                                                                     |
| 22 april Vriendschappelijk № 35 «onderlinge duels» 18:00 uur (UTC+4) | Hongarije | 0 – 0 | Macedonië | Azadistadion, Teheran Toeschouwers: 20.000 Scheidsrechter: Gholam Ali Hamirad (IRN) |
| 22 april Vriendschappelijk № 35 «onderlinge duels» 18:00 uur (UTC+4) |           |       |           | Azadistadion, Teheran Toeschouwers: 20.000 Scheidsrechter: Gholam Ali Hamirad (IRN) |

|                                                                    |                  |       |           |                                                                                    |
| 16 mei Vriendschappelijk № 36 «onderlinge duels» 20:00 uur (UTC−9) | Verenigde Staten | 0 – 0 | Macedonië | Spartan Stadium, San Jose Toeschouwers: 23.861 Scheidsrechter: Rónald Cedeño (CRC) |
| 16 mei Vriendschappelijk № 36 «onderlinge duels» 20:00 uur (UTC−9) |                  |       |           | Spartan Stadium, San Jose Toeschouwers: 23.861 Scheidsrechter: Rónald Cedeño (CRC) |

|                                                                    |                   |       |           |                                                                                   |
| 18 mei Vriendschappelijk № 37 «onderlinge duels» 15:00 uur (UTC−4) | Canada            | 1 – 0 | Macedonië | Exhibition Stadium, Toronto Toeschouwers: 8.491 Scheidsrechter: José Farias (CAN) |
| 18 mei Vriendschappelijk № 37 «onderlinge duels» 15:00 uur (UTC−4) | Niall Thompson 6' |       |           | Exhibition Stadium, Toronto Toeschouwers: 8.491 Scheidsrechter: José Farias (CAN) |

|                                                                    |                     |       |                       |                                                                                   |
| 3 juni Vriendschappelijk № 38 «onderlinge duels» 20:00 uur (UTC+2) | Macedonië           | 1 – 1 | Bosnië en Herzegovina | Gradskistadion, Skopje Toeschouwers: 7.000 Scheidsrechter: Miroslav Radoman (YUG) |
| 3 juni Vriendschappelijk № 38 «onderlinge duels» 20:00 uur (UTC+2) | Milan Stojanoski 6' |       | 75' Senad Brkić       | Gradskistadion, Skopje Toeschouwers: 7.000 Scheidsrechter: Miroslav Radoman (YUG) |

|                                                                            |                                                                       |       |       |                                                                               |
| 6 september EK 2000 kwalificatie № 39 «onderlinge duels» 20:00 uur (UTC+2) | Macedonië                                                             | 4 – 0 | Malta | Gradskistadion, Skopje Toeschouwers: 5.000 Scheidsrechter: Jan Wegereef (NED) |
| 6 september EK 2000 kwalificatie № 39 «onderlinge duels» 20:00 uur (UTC+2) | Risto Bozinov 20' Risto Bozinov 47' Artim Sakiri 70' Artim Sakiri 76' |       |       | Gradskistadion, Skopje Toeschouwers: 5.000 Scheidsrechter: Jan Wegereef (NED) |

|                                                                         |                                              |       |                                   |                                                                                     |
| 29 augustus Vriendschappelijk № 40 «onderlinge duels» 15:30 uur (UTC+2) | Macedonië                                    | 2 – 2 | Egypte                            | Gradskistadion, Kumanovo Toeschouwers: 5.500 Scheidsrechter: Slavko Radulović (YUG) |
| 29 augustus Vriendschappelijk № 40 «onderlinge duels» 15:30 uur (UTC+2) | Srgjan Zaharievski 45' Dževdet Šainovski 58' |       | 84' Hossam Hassan 88' Osama Nabih | Gradskistadion, Kumanovo Toeschouwers: 5.500 Scheidsrechter: Slavko Radulović (YUG) |

|                                                                      |                                                       |       |                                     |                                                                                    |
| 14 oktober EK-kwalificatie № 41 «onderlinge duels» 19:15 uur (UTC+2) | Kroatië                                               | 3 – 2 | Macedonië                           | Maksimirstadion, Zagreb Toeschouwers: 8.541 Scheidsrechter: Nikolay Levnikov (RUS) |
| 14 oktober EK-kwalificatie № 41 «onderlinge duels» 19:15 uur (UTC+2) | Davor Šuker 16' Zvonimir Boban 45' Zvonimir Boban 70' |       | 2' Saša Ćirić 55' Dževdet Šainovski | Maksimirstadion, Zagreb Toeschouwers: 8.541 Scheidsrechter: Nikolay Levnikov (RUS) |

|                                                                            |                   |       |                                            |                                                                                    |
| 18 november EK 2000 kwalificatie № 42 «onderlinge duels» 20:00 uur (UTC+2) | Malta             | 1 – 2 | Macedonië                                  | Ta' Qalistadion, Ta' Qali Toeschouwers: 4.000 Scheidsrechter: Sergei Shmolik (UKR) |
| 18 november EK 2000 kwalificatie № 42 «onderlinge duels» 20:00 uur (UTC+2) | Paul Sixsmith 69' |       | 49' Igor Nikolovski 63' Srdjan Zaharievski | Ta' Qalistadion, Ta' Qali Toeschouwers: 4.000 Scheidsrechter: Sergei Shmolik (UKR) |

### 1999
|                                                                         |                                 |       |           |                                                                                        |
| 10 februari Vriendschappelijk № 43 «onderlinge duels» 14:00 uur (UTC+1) | Albanië                         | 2 – 0 | Macedonië | Qemal Stafastadion, Tirana Toeschouwers: 6.000 Scheidsrechter: Giorgos Borovilos (GRE) |
| 10 februari Vriendschappelijk № 43 «onderlinge duels» 14:00 uur (UTC+1) | Rudi Vata 48' Erjon Bogdani 90' |       |           | Qemal Stafastadion, Tirana Toeschouwers: 6.000 Scheidsrechter: Giorgos Borovilos (GRE) |

|                                                                       |                   |       |                 |                                                                              |
| 5 juni EK 2000 kwalificatie № 44 «onderlinge duels» 18:00 uur (UTC+2) | Macedonië         | 1 – 1 | Kroatië         | Gradskistadion, Skopje Toeschouwers: 5.000 Scheidsrechter: Hugh Dallas (SCO) |
| 5 juni EK 2000 kwalificatie № 44 «onderlinge duels» 18:00 uur (UTC+2) | Ǵorǵi Hristov 80' |       | 19' Davor Šuker | Gradskistadion, Skopje Toeschouwers: 5.000 Scheidsrechter: Hugh Dallas (SCO) |

|                                                                       |                 |       |           |                                                                             |
| 9 juni EK 2000 kwalificatie № 45 «onderlinge duels» 19:30 uur (UTC+1) | Ierland         | 1 – 0 | Macedonië | Lansdowne Road, Dublin Toeschouwers: 28.108 Scheidsrechter: Urs Meier (SUI) |
| 9 juni EK 2000 kwalificatie № 45 «onderlinge duels» 19:30 uur (UTC+1) | Niall Quinn 60' |       |           | Lansdowne Road, Dublin Toeschouwers: 28.108 Scheidsrechter: Urs Meier (SUI) |

|                                                                            |                                                               |       |                       |                                                                                   |
| 5 september EK 2000 kwalificatie № 46 «onderlinge duels» 20:15 uur (UTC+2) | Joegoslavië                                                   | 3 – 1 | Macedonië             | Partizanstadion, Belgrado Toeschouwers: 31.400 Scheidsrechter: Anders Frisk (SWE) |
| 5 september EK 2000 kwalificatie № 46 «onderlinge duels» 20:15 uur (UTC+2) | Dragan Stojković 36' Dragan Stojković 54' Dejan Savićević 77' |       | 64' (pen.) Saša Ćirić | Partizanstadion, Belgrado Toeschouwers: 31.400 Scheidsrechter: Anders Frisk (SWE) |

|                                                                            |                                 |       |                                                                                      |                                                                                |
| 8 september EK 2000 kwalificatie № 47 «onderlinge duels» 16:30 uur (UTC+2) | Macedonië                       | 2 – 4 | Joegoslavië                                                                          | Gradskistadion, Skopje Toeschouwers: 18.000 Scheidsrechter: Ľuboš Micheľ (SVK) |
| 8 september EK 2000 kwalificatie № 47 «onderlinge duels» 16:30 uur (UTC+2) | Artim Šakiri 60' Saša Ćirić 90' |       | 1' Savo Milošević 4' (e.d.) Boban Babunski 16' Dejan Stanković 39' Ljubinko Drulović | Gradskistadion, Skopje Toeschouwers: 18.000 Scheidsrechter: Ľuboš Micheľ (SVK) |

|                                                                          |                      |       |                 |                                                                                 |
| 9 oktober EK 2000 kwalificatie № 48 «onderlinge duels» 19:30 uur (UTC+2) | Macedonië            | 1 – 1 | Ierland         | Gradskistadion, Skopje Toeschouwers: 4.500 Scheidsrechter: Juan Fernández (ESP) |
| 9 oktober EK 2000 kwalificatie № 48 «onderlinge duels» 19:30 uur (UTC+2) | Goran Stavrevski 90' |       | 18' Niall Quinn | Gradskistadion, Skopje Toeschouwers: 4.500 Scheidsrechter: Juan Fernández (ESP) |

FFM · A-internationals · Bondscoaches · Statistieken · Macedonisch vrouwenelftal · Olympisch elftal · Noord-Macedonië U21 · Noord-Macedonië U20 · Noord-Macedonië U19 · Noord-Macedonië U18 · Noord-Macedonië U17 · Noord-Macedonië U16
1993 – 1999 ·
2000 – 2009 ·
2010 – 2019 ·
2020 − 2029
EK 2020
1993 · 
1994 · 
1995 · 
1996 · 
1997 · 
1998 · 
1999 · 
2000 · 
2001 · 
2002 · 
2003 · 
2004 · 
2005 · 
2006 · 
2007 · 
2008 · 
2009 · 
2010 · 
2011 · 
2012 · 
2013 · 
2014 · 
2015 · 
2016 ·
2017 ·
2018 ·
2019 ·
2020 ·
2021 ·
2022 ·
2023
Albanië ·
Andorra ·
Angola ·
Armenië ·
Australië ·
Azerbeidzjan ·
Bahrein ·
België ·
Bosnië en Herzegovina ·
Bulgarije ·
Canada ·
China ·
Cyprus ·
Denemarken ·
Duitsland ·
Ecuador ·
Egypte ·
Engeland ·
Estland ·
Faeröer ·
Finland ·
Georgië ·
Gibraltar ·
Hongarije ·
Ierland ·
IJsland ·
Iran ·
Israël ·
Italië ·
Jamaica ·
Joegoslavië ·
Kameroen ·
Kazachstan ·
Kosovo ·
Kroatië ·
Letland ·
Libanon ·
Liechtenstein ·
Litouwen ·
Luxemburg ·
Malta ·
Moldavië ·
Montenegro ·
Nederland ·
Nigeria ·
Noorwegen ·
Oekraïne ·
Oman ·
Oostenrijk ·
Paraguay ·
Polen ·
Portugal ·
Qatar ·
Roemenië ·
Rusland ·
Saoedi-Arabië ·
Schotland ·
Servië ·
Slovenië ·
Slowakije ·
Spanje ·
Tsjechië ·
Turkije ·
Verenigde Staten ·
Wales ·
Wit-Rusland · 
Zuid-Korea ·
Zweden
Nederland (2021) · 
Oekraïne (2021) · 
Oostenrijk (2021)
CONMEBOL: Bolivia · Chili  · Colombia · Ecuador · Uruguay · Venezuela

UEFA: Albanië · Andorra · Armenië · Azerbeidzjan · België · Bosnië en Herzegovina · Bulgarije · Cyprus · Denemarken · (West-)Duitsland · Duitse Democratische Republiek · Engeland · Estland · Faeröer · Finland · Frankrijk · Georgië · Griekenland · Hongarije · IJsland · Ierland · Israël · Italië · Joegoslavië · Kroatië · Letland · Liechtenstein · Litouwen · Luxemburg · Malta · Moldavië · Nederland · Noord-Ierland · Noord-Macedonië · Noorwegen · Oekraïne · Oostenrijk · Polen · Portugal · Roemenië · Rusland · San Marino · Schotland · Slovenië · Slowakije · Sovjet-Unie/GOS ·  Spanje · Tsjechië · Tsjecho-Slowakije · Turkije · Wales · Wit-Rusland · Zweden · Zwitserland

AFC: Kazachstan

CAF: Madagaskar

CONCACAF: Belize · Canada